# Iso Porolampi
Iso Porolampi är en sjö i kommunen Heinävesi i landskapet Södra Savolax i Finland. Arean är 42 hektar och strandlinjen är 5,62 kilometer lång. Sjön  ingår i Vuoksens huvudavrinningsområde.   Den ligger omkring 130 kilometer nordöst om S:t Michel och omkring 340 kilometer nordöst om Helsingfors. 